# PUNX SING A GLORIA
PUNX SING A GLORIA(パンクス シング ア グローリア)は、1983年12月に発売されたTHE WILLARDの2nd EP。

## 概要
CAMOUFLAGE RECORD名義での最初の自主制作塩ビ盤。プレス1,000枚完売。メンバーは、JUN(v.)、KLAN(g.)、KIX(b.)、KYOYA(d.)。「PUNX SING A GLORIA」は彼らの代表曲となり、後々のライブでも演奏された。「SUICIDE ROMANCE」は、急逝した元メンバーであるCASINOへの感情を歌っているようにも聞こえるが、JUNは否定している(『DOLL』1989年6月号)。頭蓋骨をあしらったジャケットなど、死を連想させる作品となっている。東芝EMIから1989年リリースされたメンバー選曲のベストアルバム『GONE WITH THE WIND』には「PUNX SING A GLORIA」「SOLDIER SONG」「COZ I LIVE」が収録された。

## 収録曲
CIDE 1
1. SOLDIER SONG
2. COS I LIVE
3. SUICIDE ROMANCE

CIDE 2
1. PUNX SING A GLORIA
2. VOICES